# Avenida Próceres de la Independencia
La avenida Próceres de la Independencia es una de las principales avenidas del distrito de San Juan de Lurigancho, en la ciudad de Lima, capital del Perú. Se extiende de suroeste a norte, y luego de norte a noreste. Se constituye como la arteria más importante de este distrito. El viaducto elevado de la línea 1 del Metro de Lima y Callao se yergue a lo largo de toda su berma central. Su trazo es continuado al norte por la avenida Fernando Wiesse.

## Recorrido
Se inicia en el óvalo de Zárate, punto de confluencia de las avenidas 9 de Octubre y Miguel Checa.

## Establecimientos
Hasta el 31 de diciembre de 2014, en la avenida Próceres de la Independencia y sus principales intersecciones operaron 4 mil 844 establecimientos formales. Con relación a la concentración de giros de negocios, cerca de la primera cuadra de la avenida, se aglutinan principalmente imprentas y cabinas de internet. En la cuadra 9, existe un gran número de establecimientos de ferretería, construcción y sanitarios. Entre las cuadras 15 y 17, y su intersección con la avenida Los Jardines, se agrupan la mayoría de entidades financieras, además de una gran variedad de establecimientos comerciales, restaurantes, bares y de servicios de entretenimiento. Entre las cuadras 27 y 29, se concentran los establecimientos de venta y fabricación de muebles. Después, entre las cuadras 33 y 34, se ubican institutos y academias educativas. Posteriormente, entre las cuadras 38 y 39, frente al Módulo Básico de Justicia de San Juan de Lurigancho, se encuentran varios estudios de abogados.

## Galería

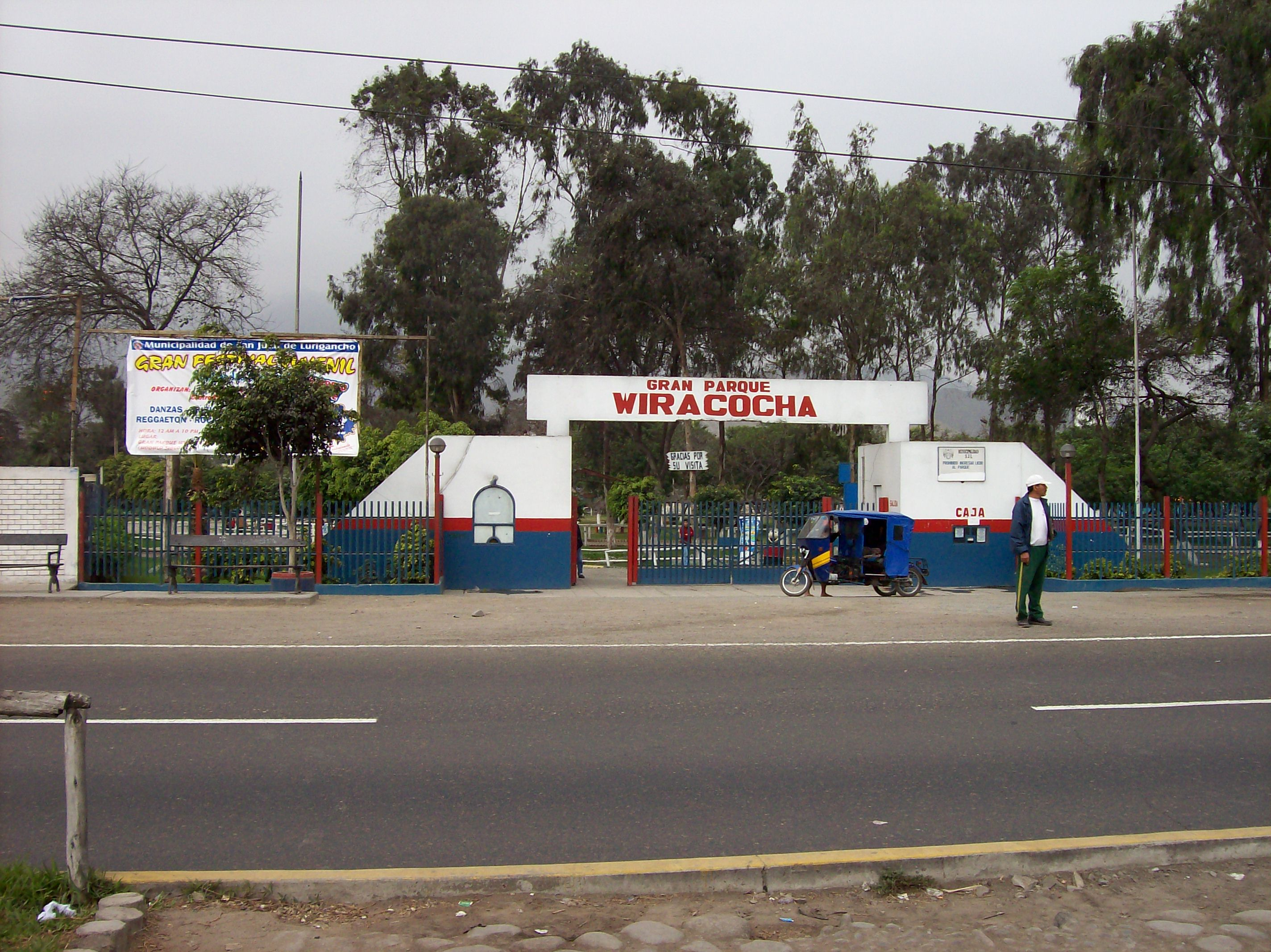